# La Reine des fées
Pour l’article homonyme, voir The Fairy Queen, opéra de Henry Purcell.

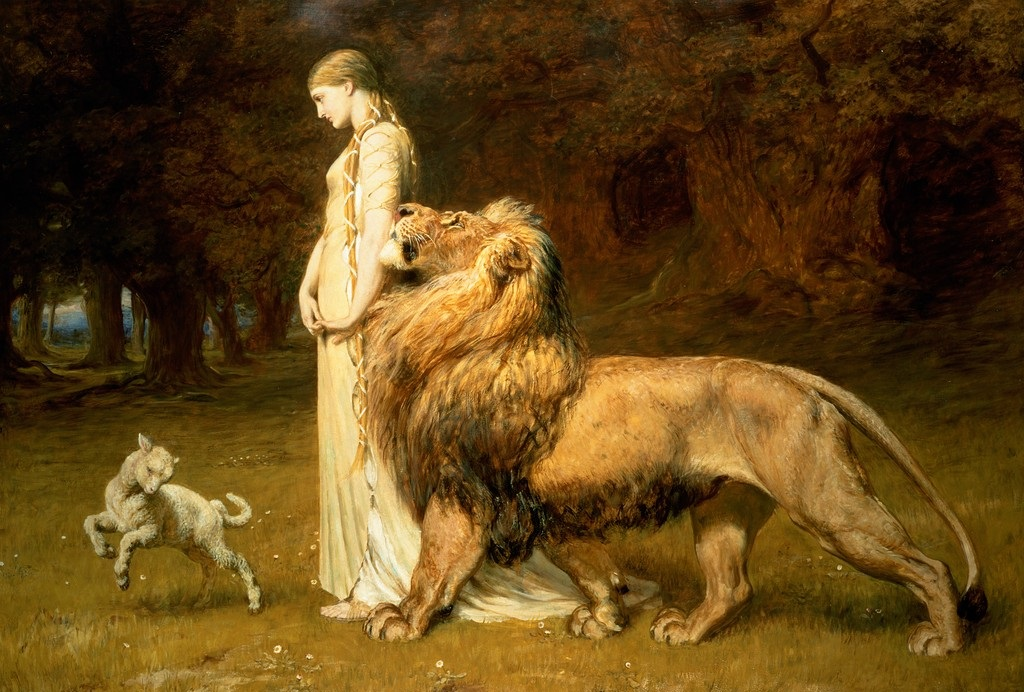
Una et le Lion, par Briton Rivière

La Reine des fées (The Faerie Queene en anglais) est un poème épique écrit par le poète anglais Edmund Spenser et publié pour la première fois en 1590. Une version complétée fut ensuite publiée en 1596. L’œuvre, de manière générale, a trait à la promotion de la vertu.

## Une célébration des vertus
Il était au départ prévu douze livres, au lieu des six finalement écrits. Cela tient à ce qu’Edmund Spenser trouva la mort avant de terminer son ouvrage. Chaque livre avait vocation à traiter d’une vertu spécifique, incarnée par un chevalier dont cette vertu constituait la quête principale. Les titres des livres, de ce fait, sont standardisés selon le schéma « Le [insérer le nombre] livre de La Reine des Fées, contenant la Légende de Sir [insérer nom du chevalier], ou de la [insérer la vertu] ».
D’après l’auteur lui-même dans une lettre du 23 janvier 1589 adressée à Sir Walter Raleigh, les douze vertus devaient être celles identifiées par Aristote, mais elles rappellent en réalité davantage les douze vertus de Thomas d'Aquin, telles que ce dernier les déduisait de son étude sur l’Éthique à Nicomaque. Arthur représente la vertu de la « magnificence », qui constituait selon Spenser la synthèse de toutes les autres vertus. Cela explique que ce personnage apparaisse tout au long de l’ouvrage, comme pour symboliser sa quête visant la perfection en toutes choses. Du fait de la mort de l’auteur, de nombreuses questions restent en suspens, et la fin hypothétique du poème est laissée à l’imagination du lecteur.

## Le poème et la politique
Le poème reçut un accueil favorable de la reine Élisabeth, et connut par conséquent un grand succès auprès des lecteurs, au point de faire de l’ombre aux autres poèmes de l’auteur. Spenser, en récompense de son travail, espérait être distingué par la Reine. Mais il souffrit probablement de l'opposition de Burghley, et dut se contenter d'une pension à vie de 50 livres par an.
Le poème fait l’éloge de la dynastie des Tudors, à laquelle appartenait Élisabeth, en liant cette famille à la tradition arthurienne. Le texte est par ailleurs profondément allégorique et regorge de clés de lecture : il est possible d’identifier de nombreuses personnalités de l’ère élisabéthaine parmi les personnages du récit. De plus, ces allégories invitent à de multiples lectures : il n'y a pas de sens univoque, ce qui explique la grande richesse de l'ouvrage.
Les péripéties impliquant des combats de chevaliers contre des géants ou des sorciers ressemblent à la poésie épique de L'Arioste, de Torquato Tasso et de leurs successeurs.

## Personnages allégoriques
Parmi les principaux personnages allégoriques, on compte Una, qui symbolise la vraie et authentique religion protestante. La machiavélique Duessa représente quant à elle le catholicisme romain. Britomart et Belphoebe, jeunes guerrières, incarnent la vertu anglaise. La Reine des fées Gloriana, enfin, est fortement soupçonnée de cacher Élisabeth Ire d'Angleterre. Mais la reine est aussi présente derrière Belphoebe et Britomart. De manière générale, la personne de la souveraine constitue l'un des centres de gravité de l'ouvrage (bien qu'elle ne soit jamais explicitement nommée à part dans l'épître dédicatoire).

## Portée de l'œuvre
Les plus fameux poètes romantiques anglais du XIXe siècle (Keats, Shelley, Byron) se sont fortement inspirés du raffinement poétique de Spenser. 
Herman Melville, dans son petit livre Les Encantadas ou Îles enchantées commence chacune de ses dix "esquisses" sur les Galapagos par une citation de quelques lignes de La Reine des fées. 
De nos jours, nombreux sont les lecteurs anglophones qui trouvent ce poème (tout comme le reste de l’œuvre de Spenser) difficile à lire et encore plus difficile à comprendre. Ses sources sont riches et complexes, et sa langue est archaïque et tortueuse. De plus, la structure du récit n’adopte pas un schéma narratif classique mais est faite de transitions fluides et imprévisibles dans les péripéties, à la fois vers le passé ou vers l’avenir. L’œuvre n’en reste pas moins une épopée remarquablement construite, sachant récompenser ceux ayant la patience de la suivre jusqu’au bout.

## Hommage
L'astéroïde (160) Una porte le nom d'un des personnages de l'œuvre.
Dans Sang trouble l'écrivain Robert Galbraith alias de J.K Rowling, cite en exergue de chaque chapitres du livre des extraits de La Reine des fées.